# Nikolai Igorewitsch Pimenow
Nikolai Igorewitsch Pimenow (russisch Николай Игоревич Пименов, wiss. Transliteration Nikolaj Igorevič Pimenov; * 29. März 1958 in Moskau) ist ein ehemaliger Ruderer, der für die Sowjetunion antrat.
Zusammen mit seinem Zwillingsbruder Juri Pimenow gewann Nikolai Pimenow seine erste Weltmeisterschaftsmedaille 1979, als die beiden einem anderen Zwillingspaar, nämlich Bernd und Jörg Landvoigt aus der DDR, im Zweier ohne Steuermann unterlagen und die Silbermedaille erhielten. Den gleichen Einlauf gab es bei den Olympischen Ruderwettbewerben 1980, die Landvoigts erkämpften Gold, die Pimenows Silber.
1981 gewannen die Pimenows dann ihren ersten Weltmeistertitel im Zweier ohne. 1983 traten die Pimenows im Vierer ohne Steuermann an und unterlagen im Weltmeisterschaftsfinale der Mannschaft aus der Bundesrepublik Deutschland in einem hart umkämpften Rennen. Nachdem sie die Olympischen Spiele 1984 wegen des Olympiaboykotts verpassten, traten die Pimenows bei den Weltmeisterschaften 1985 wieder im Zweier ohne Steuermann an und gewannen Gold mit weniger als einer Sekunde Vorsprung auf die britischen Verfolger. Nikolai Pimenow hatte sich dabei so verausgabt, dass er die Siegerehrung verpasste, weil er noch in ärztlicher Behandlung war. 1986 konnten die beiden den Titel verteidigen, 1987 erhielten sie die Bronzemedaille. Für die Olympischen Spiele 1988 wechselten die Brüder zurück in den Vierer ohne Steuermann. Im Vorlauf und im Halbfinale unterlagen die Ruderer aus der Sowjetunion jeweils dem Boot aus der DDR, das im Finale auch die Goldmedaille gewann. Der sowjetische Vierer kam fünf Minuten nach dem Siegerboot ins Ziel, nachdem im Finale ein Rollsitz geborsten war.
1990 gewannen die Pimenows noch einmal Weltmeisterschaftssilber im Zweier ohne; sie konnten zwar den britischen Zweier mit Steven Redgrave und Matthew Pinsent schlagen, unterlagen aber Thomas Jung und Uwe Kellner aus der DDR. 1992 nahmen sie nochmals an den Olympischen Spielen teil, erreichten aber lediglich das C-Finale und belegten Platz 15. Sein letztes großes Rennen gewann Nikolai Pimenow 1995 als Mitglied des russischen Achters, als dieser auf dem Rotsee in Luzern gewann.
1996 erhielt Nikolai Pimenow die Thomas-Keller-Medaille vom Weltruderverband FISA. Neben seiner Ruderlaufbahn malte Nikolai Pimenow, 1992 wurde er mit dem Olympischen Kulturpreis ausgezeichnet.